# Municipi de Struer
El municipi de Struer és un municipi danès que va ser creat l'1 de gener del 2007 com a part de la Reforma Municipal Danesa, integrant els antics municipis de Thyholm amb el de Struer. El municipi és situat a l'oest de la península de Jutlàndia, a la Regió de Midtjylland i abasta una superfície de 250,84 km².
El territori del municipi s'estén a les dues ribes del Limfjord, que són interconnectades per un pont de 472 metres, conegut com a Oddesundbro, (pont d'Oddesund), que uneix les poblacions d'Oddesund Syd amb la d'Oddesund Nord a l'illa de Vendsyssel-Thy. També forma part del municipi l'illa de Venø, coneguda per una petita església (Venø Kirke) construïda vers el 1536.
La ciutat més important i capital del municipi és Struer (10.873 habitants el 2009). Altres poblacions són:
- Asp
- Bremdal
- Hjerm
- Humlum
- Hvidbjerg
- Jegind
- Linde
- Resenstad
- Uglev
- Vejrumstad

## Consell municipal
Resultats de les eleccions del 18 de novembre del 2009:
| Partit                       | vots | % vots |
| ---------------------------- | ---- | ------ |
| Socialdemokratiet            | 4622 | 36,0   |
| Det Radikale Venstre         | 151  | 1,2    |
| Det Konservative Folkeparti  | 844  | 6,6    |
| Dansk Folkeparti             | 1213 | 9,5    |
| Venstre                      | 4405 | 34,3   |
| Enhedslisten - De Rød-Grønne | 66   | 0,5    |

### Alcaldes
| Alcalde             | Període               | Partit            |
| ------------------- | --------------------- | ----------------- |
| Martin Merrild      | 1-1-2007 a 31-12-2009 | Venstre           |
| Niels Viggo Lynghøj | 1-1-2010 a ----       | Socialdemokratiet |